# Nagy Imre (költő, 1817–1840)
Nagy Imre (Gulyás Imre, Kisújszállás, 1817. február 24. – Debrecen, 1840. január 31.) költő, nevelő, református teológus.

## Élete
Gulyás András és Sas Kata fia, 1817. március 1-jén keresztelték Kisújszálláson. Az alsóbb hat osztályú gimnáziumot szülővárosában végezte; 1832-ben a debreceni kollégiumba ment, ahol Péczeli József tanár buzdítására és vezetése alatt korán kezdett az irodalommal foglalkozni. Első kísérletei (16 éves korától fogva) a Péczeli Lantjában (1834-35) jelentek meg. Legatusi minőségben Hodoson, Vajdán, Tenkén és Berekböszörményben négyszer is megfordult. Mint harmadéves filozófus 1835 elején Nagyváradra ment Szász József megyei mérnök fiai mellé nevelőnek; innét csak egy év múlva tért vissza Debrecenbe, hogy folytassa megszakított tanulmányait. 1838 júliusától 1839 februárjáig Hegyközpályiban nevelősködött Szilágyi Lajos földbirtokos házánál. Ekkor visszament Debrecenbe, és mint teológust 1839-ben a költészeti osztály tanítójává tették, de tüdőbaja miatt meg sem kezdhette működését és 1840. január 31-én meghalt Debrecenben, temetése február 2-án zajlott. 1864-ben egy debreceni műkedvelő társaság márvány obeliszket állíttatott sírjára.
Árpád c. balladaszerű költeménye a Kisfaludy Társaság költői pályázatán 1840. február 1-jén az első díjat (ezüst emlékbillikomot) nyerte. Hattyúdalát a Kisfaludy Társaság február 18-ai gyűlésén mutatták be. Verseiből egy sorozatot a Kisfaludy Társaság adott ki Évlapjai I. kötetének függeléke gyanánt. Az Athenaeum (1840) közölte az Árpádot és néhány versét; a Debreczeni Közlöny (1860. 47., 52. sz.) szintén kiadta pár költeményét. Kertbeny pedig (Album hundert ungarischer Dichter. Dresden, 1854) német fordításban adta ki egy versét.

## Munkái
- Nagy Imre emlékezete és versei. Buda, 1841. (Különny. a Kisfaludy Társaság Évlapjaiból).
- Nagy Imre versei. Kiadja Nagy János. Pest, 1846.
- Nagy Imre költeményei. Második teljesebb kiadás. Életrajzzal és jegyzetekkel ellátta Szeremley Barna. Kisujszállás, 1897.